# 约阿基姆·尼斯特伦
约阿基姆·尼斯特伦（瑞典語：Joakim Nyström，1963年2月20日—），瑞典男子网球运动员。他曾在1986年温布尔登网球锦标赛搭档马茨·维兰德获得男子双打冠军。他在退役后成为教练。